# 5 september
5 september is de 248ste dag van het jaar (249ste dag in een schrikkeljaar) in de Gregoriaanse kalender. Hierna volgen nog 117 dagen tot het einde van het jaar.

## Gebeurtenissen
- Algemeen
  - 1108 - De Asama-vulkaan in Japan komt tot uitbarsting.
  - 1846 - Door een ongeluk in de Sainte-Suzannemijn bij Marchienne vallen er tien doden.
  - 1870 - Na 19 jaar ballingschap keert Victor Hugo terug naar Frankrijk.
  - 1892 - Door een ontploffing in de steenkolenmijn Cour de l'Agrappe bij Frameries komen 25 mensen om het leven.
  - 1932 - Het Belgische schip Mercator vertrekt op zijn eerste reis.
  - 1954 - Nabij Shannon Airport in Ierland verongelukt KLM-vlucht 633.
  - 1955 - Fred Kaps wordt wereldkampioen goochelen.
  - 2002 - De Afghaanse president Hamid Karzai overleeft een aanslag. Bij deze aanslag komen minstens 15 mensen om het leven.[1]
  - 2004 - De orkaan Frances teistert Florida met windstoten tot 200 km/h en hevige neerslag. Vier miljoen mensen zitten zonder elektriciteit.
  - 2004 - West-Japan is getroffen door twee aardbevingen van 6,8 en 7,3 op de schaal van Richter. Zuid-Japan wordt ook getroffen door tyfoon Songda.
  - 2005 - In Medan stort een  Boeing 737 van het Indonesische Mandala Airlines neer. Meer dan 140 mensen komen om het leven.
  - 2005 - Opstandelingen voeren een gewaagde raid uit op het ministerie van Binnenlandse Zaken in Bagdad. In de buurt van Basra sneuvelen twee Britse militairen bij een bomexplosie.
  - 2005 - Bij Sölden storten drie cabines van een kabelbaan neer, waarbij 9 mensen omkomen.
  - 2005 - In het oosten van Congo stort een Antonov An-26 vlak voor de landingsbaan van Isiro neer.
  - 2013 - Bij een groot verkeersongeval in KwaZoeloe-Natal, Zuid-Afrika komen 27 mensen om het leven. Een vrachtwagen botste met vijf andere voertuigen, waaronder vier minibusjes vol passagiers.
  - 2021 - Bij een ongeluk met een bus op een snelweg in de buurt van de Egyptische stad Suez vallen zeker 12 doden. De bus was op weg van Sharm-el-Sheikh naar de hoofdstad Caïro.[2]
  - 2021 - Militairen plegen een staatsgreep in de Guinese hoofdstad Conakry, waar het paleis van president Alpha Condé wordt aangevallen.[3]
  - 2022 - In de Chinese provincie Sichuan vallen tientallen slachtoffers en tientallen gewonden bij een aardbeving met een kracht van 6,8 op de schaal van Richter.[4]
  - 2022 - Nabij Jalalabad, een stad in het oosten van Afghanistan, doet zich een aardbeving met een kracht van 5,3 op de schaal van Richter voor waarbij dodelijke slachtoffers vallen.[4]
  - 2023 - Delen van Griekenland worden getroffen door zware overstromingen als gevolg van noodweer, met name de regio Thessalië. De stad Volos loopt deels onder water. Er valt zeker één dode.[5]
- Media
  - 1994 - Eerste uitzending van Blokken op de Vlaamse zender TV1.
  - 1994 - Eerste uitzending van Terzake op CANVAS
  - 2023 - VRT CANVAS zendt de eerste aflevering van het televisieprogramma Godvergeten uit. De Vlaamse documentairereeks geeft het woord aan twintig slachtoffers van seksueel misbruik door katholieke paters en priesters in Vlaanderen.[6]
- Oorlog
  - 322 v.Chr. - Slag bij Crannon. Antipater en Craterus verslaan Athene en de Aetolische Bond.
  - 394 - Start van de Slag aan de Frigidus.
  - 1800 - Malta, dat door de Fransen bezet was, valt in handen van de Britten.
  - 1905 - Einde van de Russisch-Japanse Oorlog, bij het tekenen van het Verdrag van Portsmouth. Dit was ten gunste van Japan.
  - 1914 - Start van de Eerste Slag bij de Marne.
  - 1920 - België - Eerste IJzerbedevaart.
  - 1939 - Na de Duitse inval in Polen verklaren de VS zich neutraal.
  - 1944 - Geallieerden bevrijden Brussel.
  - 1944 - Dolle Dinsdag: Nederland wacht tevergeefs op de bevrijders.
  - 1987 - Het Homomonument in Amsterdam wordt onthuld.
  - 1990 - Saddam Hoessein, de Iraakse president, roept opnieuw op tot een heilige oorlog tegen het Westen. Hij spoort de Egyptenaren en het Saoedische volk aan om in opstand te komen tegen hun regeringen.
  - 1994 - Rusland brengt zijn troepen in de noordelijke Kaukasus in de hoogste staat van paraatheid in verband met de hoog opgelaaide strijd in Tsjetsjenië.
- Politiek
  - 1350 - Ondertekening van de Hoekse verbondsakte.195
  - 1915 - Begin van de Zimmerwaldconferentie.
  - 1946 - In Parijs wordt de Gruber-De Gasperi-overeenkomst getekend.
  - 1960 - In Zaïre ontheft president Joseph Kasavubu zijn premier Patrice Lumumba.
  - 1972 - Palestijnse terroristen overvallen het woonblok van de Israëlische sportploeg in het Olympisch dorp in München.
  - 1975 - Een moordaanslag op de Amerikaanse president Gerald Ford mislukt.
  - 1977 - De West-Duitse werkgeversvoorzitter Hanns Martin Schleyer wordt door RAF-sympathisanten ontvoerd.
  - 1991 - Het Congres van Volksafgevaardigden heft de Sovjet-Unie op, waardoor de communistische eenheidsstaat niet meer bestaat.
  - 1994 - De Birmese militaire leiders zijn bereid tot een ontmoeting met oppositieleider Aung San Suu Kyi, de winnares van de Nobelprijs voor de Vrede die al ruim vijf jaar in Rangoon onder huisarrest staat.
  - 1995 - Wereldwijd protest na de eerste van een reeks kernproeven door Frankrijk op het atol Mururoa.
  - 1996 - Jules Wijdenbosch is de nieuwe president van Suriname. De kandidaat van de NDP van Desi Bouterse krijgt in de Verenigde Volksvergadering 31 stemmen meer dan de zittende president Ronald Venetiaan.
  - 2022 - Henk Staghouwer van de ChristenUnie stapt op als minister van Landbouw, Natuur en Voedselkwaliteit in het kabinet-Rutte IV. Hij was ongeveer 8 maanden minister.[7]
  - 2022 - Met ruim 57% van de stemmen wordt Liz Truss ten koste van Rishi Sunak verkozen als de nieuwe leider van de Britse Conservatieve Partij en daarmee tevens als premier van het Verenigd Koninkrijk als Boris Johnson is afgetreden.[8]
- Recreatie
  - 2011 - In Six Flags Great America wordt de attractie Iron Wolf gesloten.
  - 2021 - De attractie Monsieur Cannibale in de Efteling zal na 33 jaar omgebouwd worden tot 'Sirocco', waarin Sinbad de Zeeman een belangrijke rol zal spelen.[9]
- Religie
  - 1622 - Paus Gregorius XV creëert vier nieuwe kardinalen, onder wie de Franse bisschop van Luçon en politicus Armand-Jean du Plessis de Richelieu.
  - 2004 - Zaligverklaring van Pere Tarrés i Claret (1905-1950), Spaans arts en priester, en Alberto Marvelli (1918-1946) en Pina Suriano (1915-1950), beiden actief in de Italiaanse Katholieke Actie, door Paus Johannes Paulus II in Loreto.
- Sport
  - 1882 - Oprichting van Tottenham Hotspur FC
  - 1960 - Cassius Clay wint de gouden medaille in boksen bij de Olympische Spelen in Rome.
  - 1960 - Bokser Clement Quartey behaalt de zilveren medaille in de klasse tot 63,5 kilogram bij de Olympische Spelen in Rome en wint daarmee de allereerste plak uit de olympische geschiedenis van zijn West-Afrikaanse vaderland Ghana.
  - 1971 - Eddy Merckx wordt wereldkampioen wielrennen in Mendrisio.
  - 1972 - Palestijnse terroristen vallen Israëlische atleten aan tijdens de Olympische Spelen in München.
  - 1979 - Het Nederlands voetbalelftal maakt in Reykjavik geen fout en wint de EK-kwalificatiewedstrijd tegen IJsland met 4-0, onder meer door twee treffers van centrumspits Dick Nanninga.
  - 1982 - De Italiaanse wielrenner Giuseppe Saronni wint in Goodwood (Groot-Brittannië) de wereldtitel op de weg bij de profs.
  - 1993 - Het Argentijns voetbalelftal lijdt de zwaarste thuisnederlaag ooit. Colombia is in de WK-kwalificatiewedstrijd in Buenos Aires met 5-0 te sterk, door doelpunten van Freddy Rincón (2), Faustino Asprilla (2) en Adolfo Valencia.
  - 1994 - Jingyi Le scherpt bij de wereldkampioenschappen zwemmen in Rome het wereldrecord op de 100 meter vrije slag aan tot 54,01. De mondiale toptijd was met 54,48 in handen van Jenny Thompson.
  - 2021 - Op het gerenoveerde Circuit Zandvoort is na 36 jaar weer een Formule 1 wedstrijd gereden. Max Verstappen wint en neemt de leiding over van Lewis Hamilton in het klassement van het wereldkampioenschap.
- Wetenschap en technologie
  - 1910 - De natuurkundige Marie Curie slaagt erin in haar laboratorium in Parijs enkele grammen Radium te verkrijgen.
  - 1927 - In Delft wordt het Waterloopkundig Laboratorium geopend.
  - 1977 - Voyager 1 gelanceerd.[10]
  - 1980 - Tussen Italië en Zwitserland wordt de Gotthard-wegtunnel voor het autoverkeer geopend.
  - 2008 - De ruimtesonde Rosetta vliegt voorbij de planetoïde (2867) Šteins.
  - 2022 - Lancering van een Falcon 9 raket van SpaceX vanaf Kennedy Space Center Lanceercomplex 40 voor de Starlink group 4-20 missie met 51 Starlink satellieten en de Varuna-TDM (Varuna Technology Demonstration Mission) satelliet van Boeing die wordt gelanceerd vanaf het Sherpa-LTC2 orbital transfer vehicle (OTV) van Spaceflight en V-band communicatie gaat testen.[11]
  - 2023 - Lancering van een Ceres-1S raket van Galactic Energy vanaf DeFu-15002 Barge in de Gele Zee voor de The Little Mermaid missie met de Tianqi 21-24 satellieten, die bestemd zijn voor IoT communicatiedoeleinden. Dit is de eerste maritieme lancering van een private Chinese draagraket en (dus) ook de eerste maritieme lancering van een Ceres-1 draagraket.[12]

## Geboren

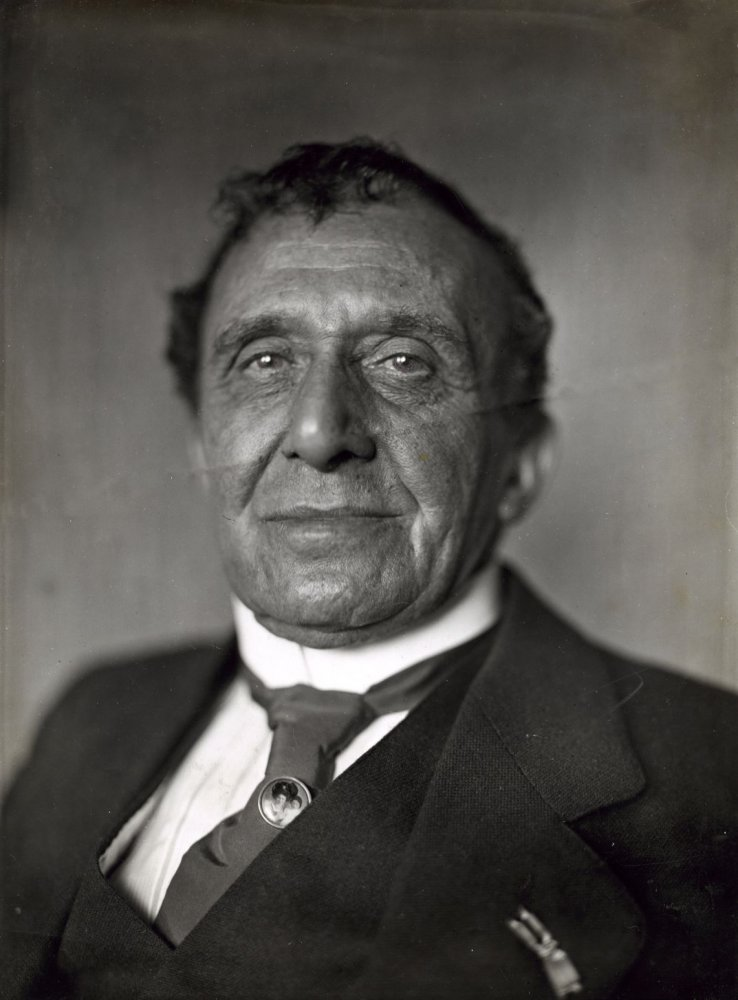
Louis Bouwmeester,
geboren in 1842

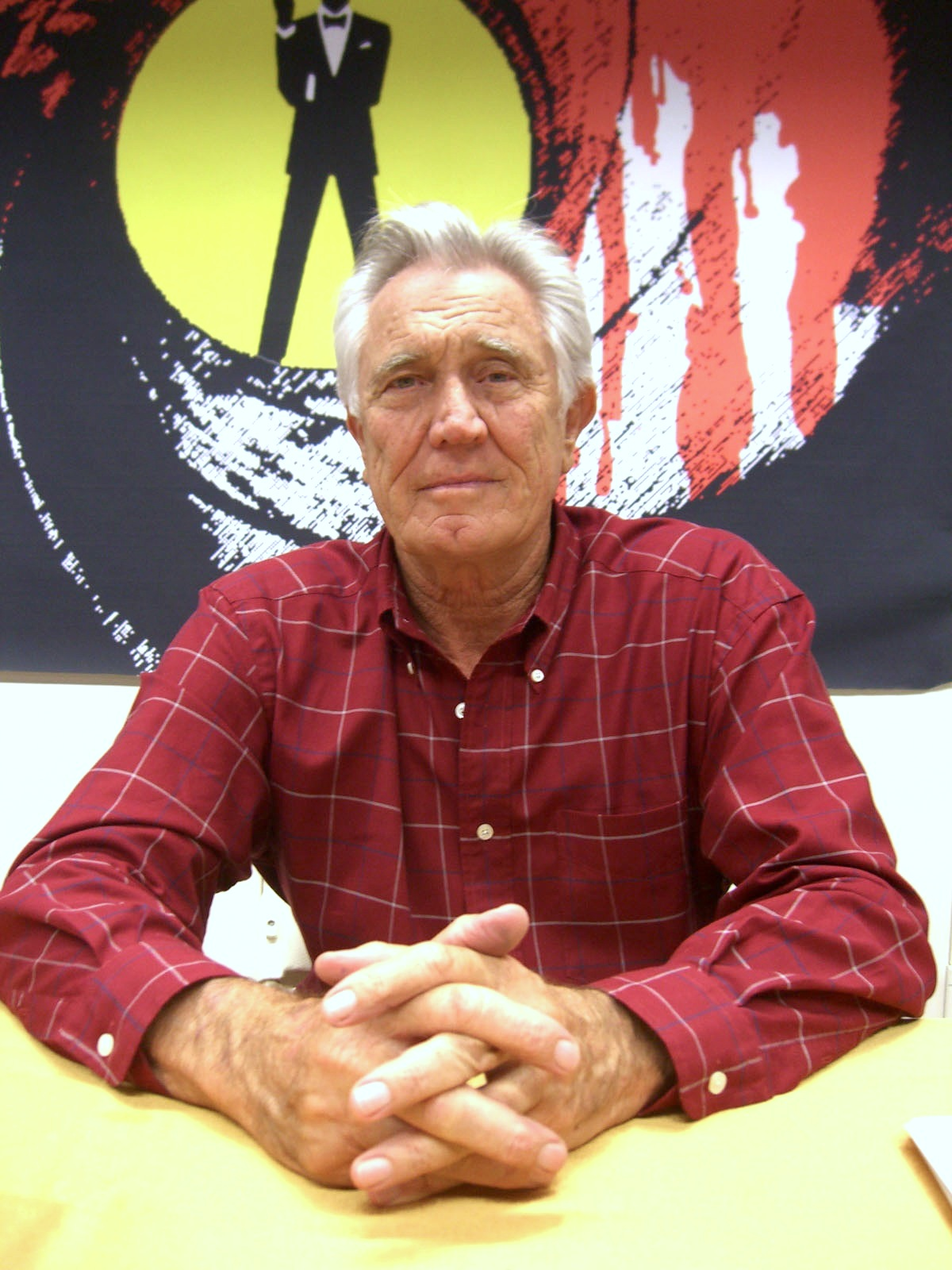
George Lazenby,
geboren in 1939

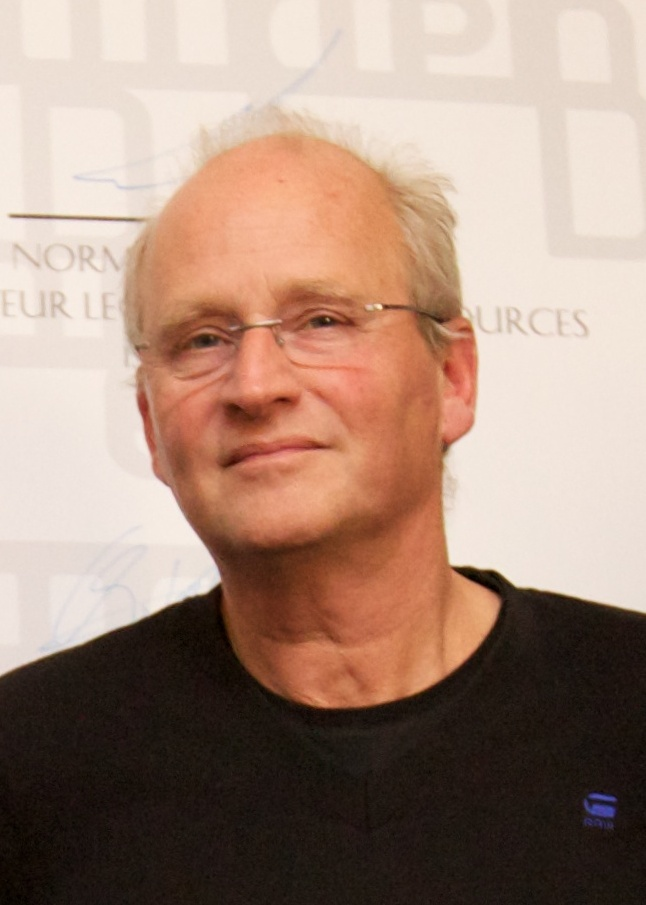
Herman Koch,
geboren in 1953

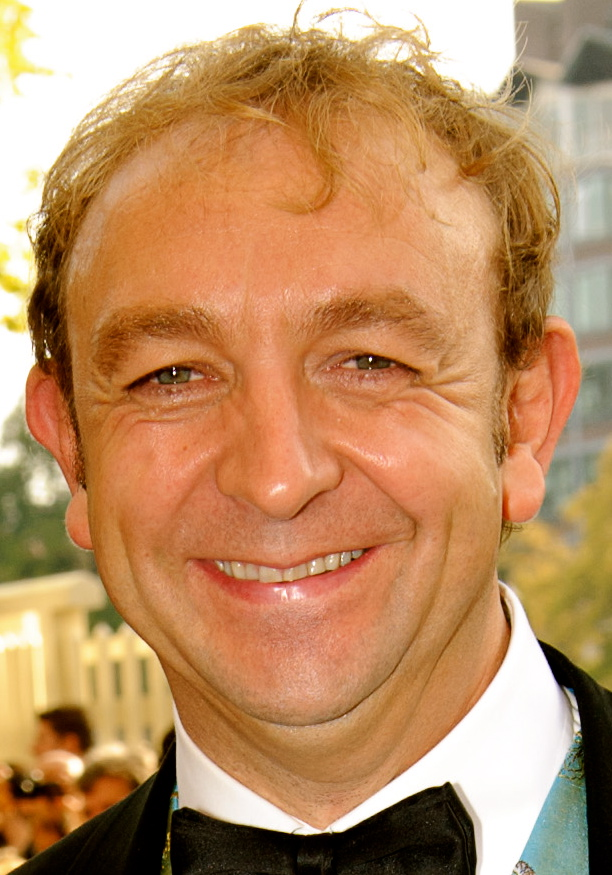
Jon van Eerd,
geboren in 1960

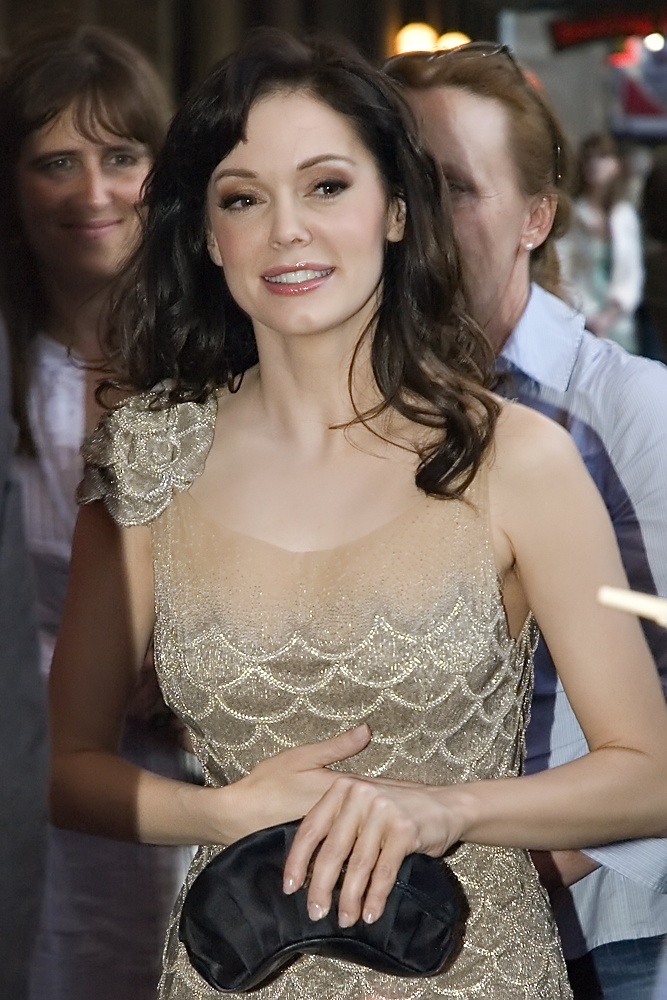
Rose McGowan,
geboren in 1973

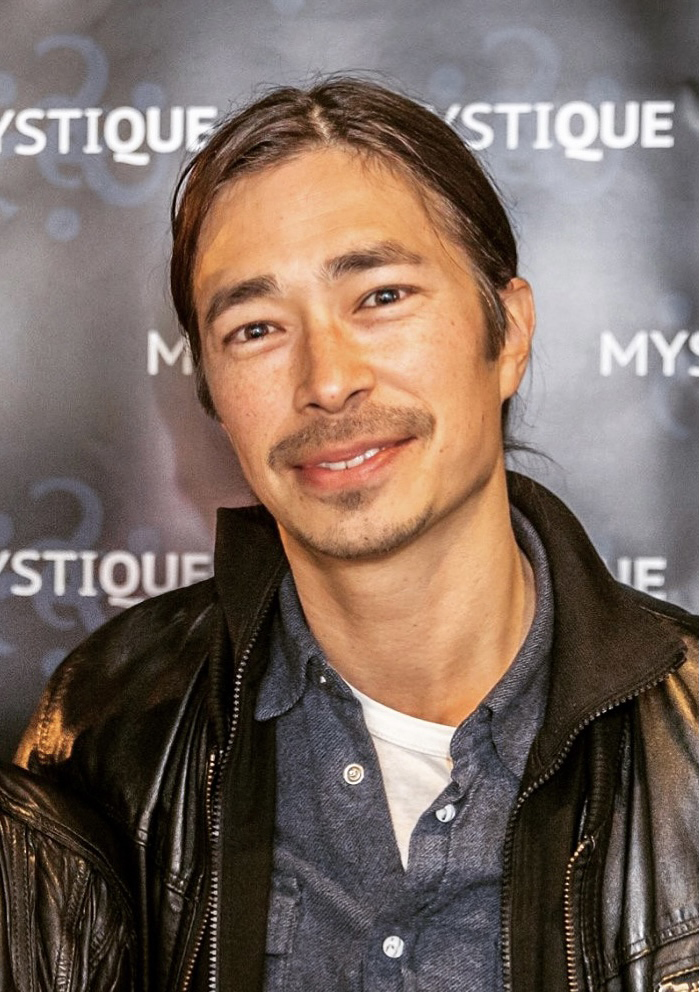
Kristofer Kamiyasu,
geboren in 1975

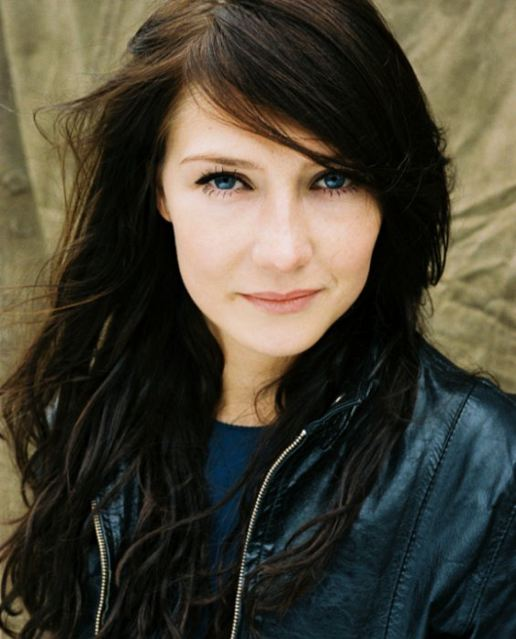
Carice van Houten,
geboren in 1976

- 1187 - Lodewijk VIII, koning van Frankrijk (overleden 1226)
- 1269 - Agnes van Bohemen (overleden 1296
- 1313 - Peter IV van Aragón, koning van Aragón, Sardinië en Corsica (overleden 1387)
- 1451 - Isabel Neville, Hertogin van Clarence (overleden 1476)
- 1585 - Kardinaal de Richelieu, Frans staatsman (overleden 1642)
- 1638 - Lodewijk XIV, koning van Frankrijk (overleden 1715)
- 1642 - Maria van Nassau (overleden 1688)
- 1664 - Vincent Lodewijk Gotti, Italiaans kardinaal (overleden 1742)
- 1667 - Giovanni Saccheri, Italiaans wiskundige (overleden 1733)
- 1722 - Frederik Christiaan van Saksen, keurvorst van Saksen (overleden 1763)
- 1733 - Christoph Martin Wieland, Duits schrijver (overleden 1813)
- 1735 - Johann Christian Bach, Duits componist (overleden 1782)
- 1745 - Michail Koetoezov, Russisch veldmaarschalk (overleden 1813)
- 1767 - August Wilhelm von Schlegel, Duits schrijver (overleden 1845)
- 1771 - Karel van Oostenrijk-Teschen, landvoogd van de Oostenrijkse Nederlanden (overleden 1847)
- 1774 - Caspar David Friedrich, Duits schilder en tekenaar (overleden 1840)
- 1791 - Giacomo Meyerbeer, Joods-Duits componist en dirigent (overleden 1864)
- 1842 - Louis Bouwmeester, Nederlands acteur en toneeldirecteur (overleden 1925)
- 1847 - Jesse James, outlaw uit het Wilde Westen (overleden 1882)
- 1850 - Willem Vroom, Nederlands ondernemer (overleden 1925)
- 1857 - Konstantin Tsiolkovski, Russisch ruimtevaartkundige (overleden 1935)
- 1860 - Karel Stefan van Oostenrijk, aartshertog van Oostenrijk (overleden 1882)
- 1869 - Caroline Marie van Oostenrijk, Oostenrijkse aartshertogin (overleden 1945)
- 1872 - Elisabeth Carolina van Dorp, Nederlands econoom, politicus, jurist en feminist (overleden 1945)
- 1876 - Wilhelm Ritter von Leeb, Duits veldmaarschalk (overleden 1956)
- 1879 - René-Emmanuel Baton, Frans componist en dirigent (overleden 1940)
- 1879 - Jacoba Surie  Nederlands kunstschilderes (overleden 1970)
- 1883 - Mel Sheppard, Amerikaans atleet (overleden 1942)
- 1982 - William Westerman, Nederlands bankier (overleden 1950)
- 1896 - Heimito von Doderer, Oostenrijks schrijver (overleden 1966)
- 1901 - Mario Scelba, Italiaans politicus (overleden 1991)
- 1901 - Jesualda Kwanten, Nederlands beeldhouwer (overleden 2001)
- 1902 - Darryl F. Zanuck, Amerikaans filmproducent (overleden 1979)
- 1905 - Justiniano Montano, Filipijns politicus (overleden 2005)
- 1905 - Lorenzo Sumulong, Filipijns politicus (overleden 1997)
- 1912 - John Cage, Amerikaans componist (overleden 1992)
- 1912 - Frank Thomas, Amerikaans striptekenaar (overleden 2004)
- 1913 - Conny Stuart, Nederlands zangeres, cabaretière en musicalster (overleden 2010)
- 1914 - Nicanor Parra, Chileens wiskundige/dichter (overleden 2018)
- 1915 - Jan Bartlema, Nederlands roeier en Engelandvaarder (overleden 1973)
- 1915 - Felix Fuentebella, Filipijns politicus (overleden 2000)
- 1915 - Willy Schobben, Nederlands trompettist (overleden 2009)
- 1915 - Horst Sindermann, Oost-Duits politicus (overleden 1990)
- 1918 - Wim Hoddes, Nederlands acteur (overleden 2012)
- 1919 - Elisabeth Volkenrath, Duits SS-Oberaufseherin van concentratiekampen (overleden 1945)
- 1920 - Fons Rademakers, Nederlands filmregisseur, -producent en -acteur (overleden 2007)
- 1921 - Jack Valenti, Amerikaans politicus en lobbyist (overleden 2007)
- 1922 - Andrée Dumon, Belgisch verzetsstrijder (overleden 2025)
- 1923 - Theo Blankenauw, Nederlands wielrenner (overleden 2001)
- 1924 - Nick Carter, Nieuw-Zeelands wielrenner (overleden 2003)
- 1925 - Patrick Leo McCartie, Brits bisschop (overleden 2020)
- 1925 - Robert Schoonjans, Belgisch atleet (overleden 2011)
- 1925 - Jos Vandeloo, Belgisch schrijver (overleden 2015)
- 1927 - Johan Frinsel sr., Nederlands schrijver en hulpverlener (overleden 2021)
- 1927 - Benito Garozzo, Italiaans-Amerikaans bridgespeler
- 1927 - Paul Volcker, Amerikaans econoom en centraal bankier (overleden 2019)
- 1928 - Albert Mangelsdorff, Duits jazztrombonist (overleden 2005)
- 1928 - Nel Siertsema-Smid, Nederlands politica (overleden 2014)
- 1929 - Bob Newhart, Amerikaans acteur (overleden 2024)
- 1929 - Andrijan Nikolajev, Russisch ruimtevaarder (overleden 2004)
- 1929 - Ildefonso Santos jr., Filipijns landschapsarchitect en nationaal kunstenaar (overleden 2014)
- 1930 - Ibrahim el-Salahi, Soedanees kunstschilder en politicus
- 1932 - Arnold Bouma, Nederlands geoloog (overleden 2011)
- 1933 - Jaap Zijlstra, Nederlandse dichter, schrijver en predikant (overleden 2015)
- 1934 - Paul Josef Cordes, Duits kardinaal (overleden 2024)
- 1935 - Dieter Hallervorden, Duits acteur, komiek en cabaretier
- 1936 - André Hottenhuis, Nederlands Twentse-taalkundige (overleden 2008)
- 1937 - Antonio Angelillo, Italo-Argentijns voetballer en trainer (overleden 2018)
- 1937 - Klaas de Jonge, Nederlands mensenrechtenactivist (overleden 2023)
- 1939 - George Lazenby, Australisch acteur
- 1939 - Clay Regazzoni, Zwitsers autocoureur (overleden 2006)
- 1940 - Raquel Welch, Amerikaans actrice (overleden 2023)
- 1942 - Werner Herzog, Duits filmregisseur
- 1942 - Norbert Trelle, Duits rooms-katholiek bisschop
- 1942 - Meike de Vlas, Nederlands roeister (overleden 2022)
- 1943 - Mike Barrett, Amerikaans basketballer (overleden 2011)
- 1943 - Gert D. Buitenhuis, Nederlands componist en dirigent
- 1944 - Gareth Evans, Australisch politicus
- 1944 - Hans van Heelsbergen, Nederlands ondernemer
- 1944 - Lolle van Houten, Nederlands bokser (overleden 2008)
- 1945 - Al Stewart, Schots singer-songwriter
- 1946 - Freddie Mercury, Brits zanger (Queen) (overleden 1991)
- 1947 - Rudy Croes, Arubaans politicus (overleden 2021)
- 1947 - Buddy Miles, Amerikaans rock- en funkdrummer (overleden 2008)
- 1948 - Benita Ferrero-Waldner, Oostenrijks diplomate en politica
- 1949 - Pat McQuaid, Iers wielrenner en sportbestuurder
- 1949 - Jean Thomassen, Nederlands schilder en schrijver
- 1950 - Vitorio Chemin, Braziliaans schaker
- 1950 - Pave Maijanen, Fins zanger (overleden 2021)
- 1951 - Ronny Abraham, Frans hoogleraar en rechter van het Internationaal Gerechtshof
- 1951 - Paul Breitner, Duits voetballer
- 1951 - Michael Keaton, Amerikaans acteur
- 1953 - Herman Koch, Nederlands acteur en schrijver
- 1953 - Hugo Maerten, Belgisch acteur
- 1953 - Jennifer Geerlings-Simons, Surinaams politicus
- 1953 - Maggy Wauters, Belgisch atlete
- 1954 - Claudio Silvestrin, Brits-Italiaans architect
- 1955 - John D'Orazio, Australisch politicus (overleden 2011)
- 1956 - Aart Stigter, Nederlands atleet
- 1956 - Carolijn Visser, Nederlands schrijfster
- 1957 - Marcel Möring, Nederlands schrijver
- 1957 - Emly Starr (Marie-Christine Mareels), Belgisch zangeres
- 1957 - Peter Winnen, Nederlands wielrenner, schrijver en columnist
- 1958 - Caja Cazemier, Nederlands jeugdboekenschrijfster
- 1959 - André Phillips, Amerikaans atleet
- 1959 - Henk te Velde, Nederlands historicus
- 1960 - Jon van Eerd, Nederlands acteur, zanger, regisseur en schrijver
- 1961 - Sal Solo, Engels zanger
- 1962 - Stefanija Statkuvienė, Litouws-Belgisch atlete
- 1963 - Kristian Alfonso, Amerikaans kunstschaatsster en actrice
- 1964 - Frank Farina, Australisch voetballer en voetbaltrainer
- 1964 - Ernst Löw, Nederlands acteur en zanger
- 1964 - Kevin Saunderson, Amerikaans producer en live-dj
- 1964 - Jan Jacob van Dijk, Nederlands politicoloog
- 1966 - Jeroen Bijl, Nederlands volleyballer en sportbestuurder
- 1966 - Milinko Pantić, Servisch voetballer
- 1967 - India Hicks, Brits model
- 1967 - Matthias Sammer, Duits voetballer
- 1967 - Geert Noels, Belgisch econoom en auteur
- 1968 - Robin van der Laan, Nederlands voetballer
- 1968 - Dominique van Vliet, Nederlands actrice en televisiepresentatrice
- 1968 - Brad Wilk, Amerikaans drummer
- 1969 - Sebastian Edathy, Duits politicus
- 1969 - Rúnar Kristinsson, IJslands voetballer en voetbalcoach
- 1969 - Greet Meulemeester, Belgisch atlete
- 1969 - Dweezil Zappa, Amerikaans acteur en zanger
- 1970 - Addis Abebe, Ethiopisch atleet
- 1970 - Johan den Hoedt, Nederlands organist en dirigent
- 1970 - Miguel Janssen, Nederlands atleet
- 1970 - Liam Lynch, Amerikaans komiek, muzikant en regisseur
- 1970 - Gilbert Remulla, Filipijns nieuwslezer en politicus
- 1971 - Benjamin Kimutai, Keniaans atleet
- 1972 - Salaheddine Bassir, Marokkaans voetballer
- 1972 - Tim Mack, Amerikaans atleet
- 1973 - Cystine Carreon, Nederlands-Filipijns actrice en musicalster
- 1973 - Paddy Considine, Brits acteur
- 1973 - Rose McGowan, Amerikaans actrice
- 1975 - George Boateng, Nederlands voetballer en trainer
- 1975 - Kristofer Kamiyasu, Zweeds acteur
- 1975 - Willeke Smits, Nederlands organiste
- 1976 - Carice van Houten, Nederlands actrice
- 1977 - Joseba Etxeberria, Spaans voetballer
- 1978 - David García, Spaans motorcoureur
- 1978 - Petra Zakouřilová, Tsjechisch alpineskiester
- 1978 - Zhang Zhong, Chinees schaker
- 1979 - Dominique van Dijk, Nederlands voetballer
- 1979 - John Carew, Noors voetballer
- 1979 - Leonardo Nascimento de Araujo, Braziliaans voetballer
- 1979 - Cindy Stas, Belgisch atlete
- 1980 - Jakob Kehlet, Deens voetbalscheidsrechter
- 1980 - Xisco Muñoz, Spaans voetballer
- 1980 - Igor Sysojev, Russisch triatleet (overleden 2024)
- 1981 - Rogier Meijer, Nederlands voetballer
- 1981 - Bruno Neves, Portugees wielrenner (overleden 2008)
- 1982 - Claire Dautherives, Frans alpineskiester
- 1982 - Roko Karanušić, Kroatisch tennisser
- 1983 - Alexis Joyce, Amerikaans atlete
- 1983 - Priscilla Meirelles de Almeida, Brazilaanse miss
- 1984 - Erik Huseklepp, Noors voetballer
- 1984 - Chris Anker Sørensen, Deens wielrenner (overleden 2021)
- 1987 - Pierre Casiraghi, zoon van Caroline van Monaco
- 1987 - James Dasaolu, Brits atleet
- 1987 - Feder, Frans DJ
- 1988 - Denni Avdić, Zweeds voetballer
- 1988 - Nuri Şahin, Duits-Turks voetballer
- 1988 - Lisa Scheenaard, Nederlands roeister
- 1989 - Hanno Douschan, Oostenrijks snowboarder
- 1989 - Joel Tillema, Nederlands voetballer
- 1991 - Hege Bøkko, Noors schaatsster
- 1991 - Skandar Keynes, Brits acteur
- 1991 - Constantine Louloudis, Brits roeier
- 1991 - Samu Torsti, Fins alpineskiër
- 1992 - Stefanija Statkuvienė, Litouws/Belgisch atlete
- 1994 - Joy Delima, Nederlands actrice
- 1994 - Gregorio Paltrinieri, Italiaans zwemmer
- 1995 - Glenn de Blois, Nederlands snowboarder
- 1996 - Sigrid (Sigrid Solbakk Raabe), Noors zangeres
- 1996 - Richairo Živković, Nederlands voetballer
- 1997 - Bryce Hoppel, Amerikaans atleet
- 1997 - Miki Koyama, Japans autocoureur
- 1997 - Maartje Verhoef, Nederlands model
- 1997 - Dee van der Zeeuw, Nederlands influencer, YouTuber en zangeres
- 1998 - Matteo Rizzo, Italiaans kunstschaatser
- 2000 - Anastasia Tatalina, Russisch freestyleskiër
- 2001 - Axel Huens, Frans wielrenner
- 2001 - Bukayo Saka, Engels voetballer

## Overleden

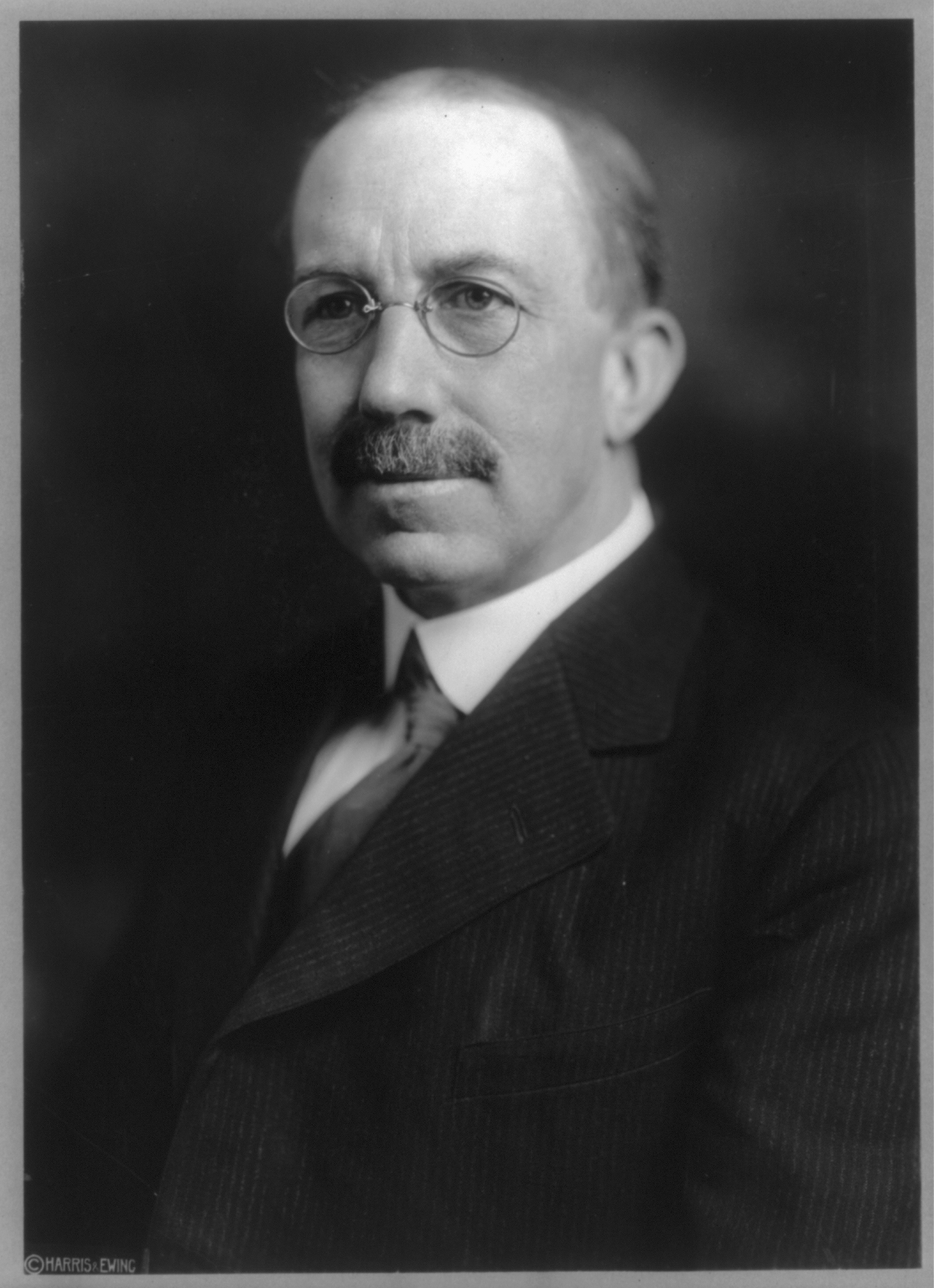
Wayne Wheeler,
overleden in 1927

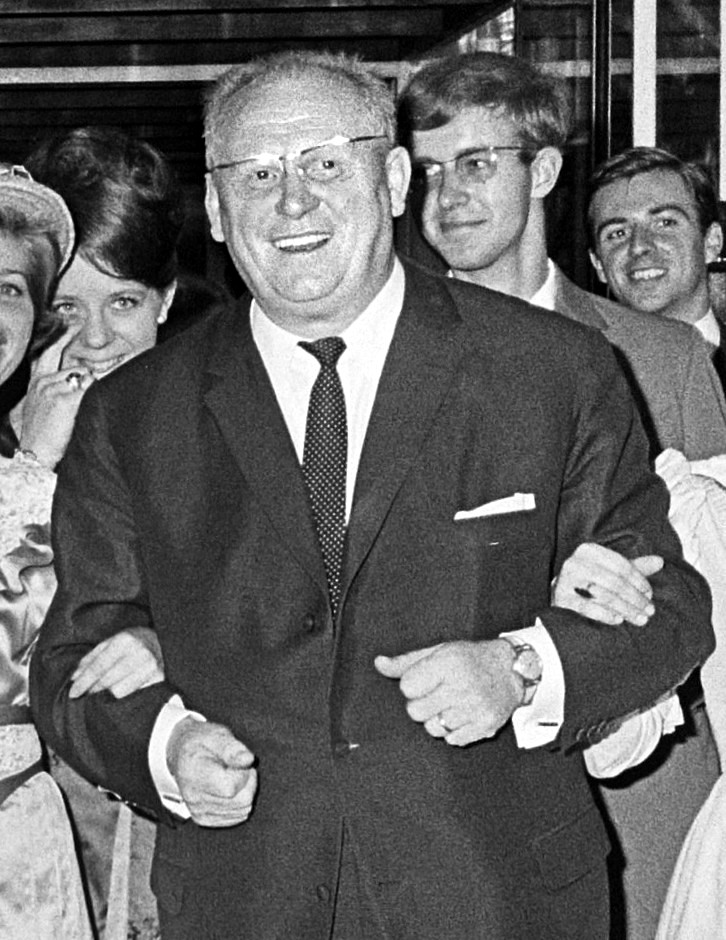
Gert Fröbe,
overleden in 1988

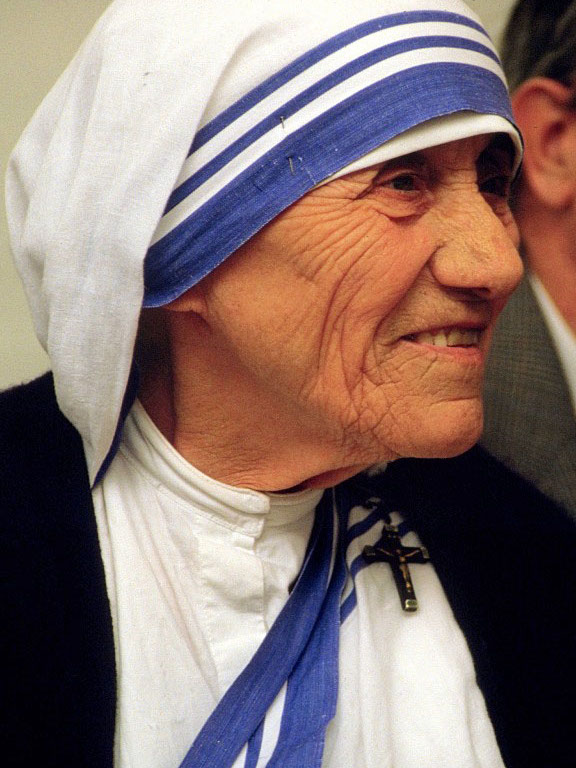
Moeder Teresa,
overleden in 1997

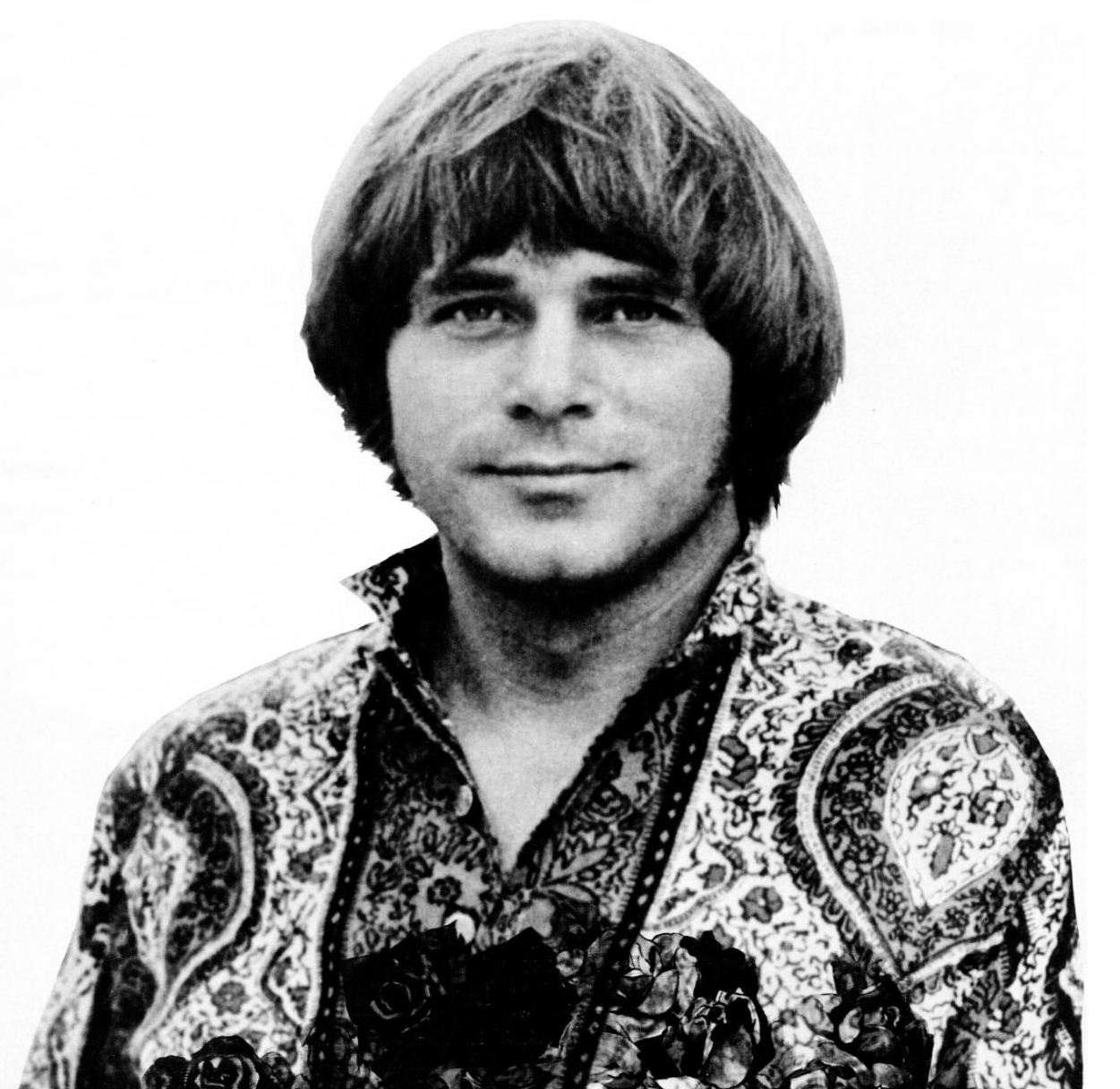
Joe South,
overleden in 2012

- 590 - Authari, koning van de Longobarden
- 929 - Lotharius I van Walbeck, Frankisch edelman
- 1165 - Nijo] (22), 78e keizer van Japan
- 1235 - Hendrik I (70), Hertog van Brabant
- 1444 - Koenraad VIII de Jonge, Hertog van Silezië
- 1481 - Johan I van Kleef (62), Hertog van Kleef
- 1513 - Anna van Nassau-Dillenburg, Duits hertogin
- 1548 - Catharina Parr (36), koningin van Engeland (1543-1547)
- 1677 - Henry Oldenburg, Duits natuurfilosoof en diplomaat
- 1727 - Christiane Eberhardine van Brandenburg-Bayreuth (55), keurvorstin van Saksen
- 1803 - Pierre Choderlos de Laclos (61), Frans legergeneraal en schrijver
- 1803 - François Devienne (44), Frans componist en fluitist
- 1836 - Ferdinand Raimund (46), Oostenrijks schrijver
- 1842 - Petrus van Gorp (33), Belgisch landbouwer
- 1857 - Auguste Comte (59), Frans filosoof en socioloog
- 1877 - Crazy Horse (ong 32), Sioux militair leider
- 1902 - Rudolf Virchow (80), Duits arts
- 1906 - Ludwig Boltzmann (62), Oostenrijks natuurkundige en wiskundige
- 1912 - Arthur MacArthur jr. (67), Amerikaans generaal
- 1913 - Willi Fick (22), Duits voetballer
- 1914 - Charles Péguy (41), Frans dichter en schrijver
- 1917 - Hendrik Lodewijk Drucker (60), Nederlands politicus en rechtsgeleerde
- 1926 - Karl Harrer (35), Duits nationaalsocialistisch politicus
- 1927 - Wayne Wheeler (57), Amerikaans docent, advocaat en anti-alcohol activist
- 1930 - Carl Panzram (39), Amerikaans seriemoordenaar
- 1931 - Isabella van Croÿ (75), Aartshertogin van Oostenrijk
- 1932 - Paul Bern (42), Duits-Amerikaans filmregisseur
- 1934 - Joop ter Beek (33), Nederlands voetballer
- 1936 - Gustave Kahn (76), Frans dichter
- 1940 - Charles de Broqueville (79), Belgisch politicus
- 1944 - Karel Dessain (73), Belgisch drukker en politicus
- 1945 - Jules De Bruycker (75), Belgisch kunstenaar
- 1951 - Militza van Montenegro (85), prinses van Montenegro
- 1962 - Joseph Rock (78), Amerikaans-Oostenrijks antropoloog, botanicus, filmer, fotograaf, linguïst, ontdekkingsreiziger en auteur
- 1970 - Jochen Rindt (28), Oostenrijks autocoureur
- 1975 - Cornelis Benjamin Biezeno (87), Nederlands hoogleraar
- 1979 - Alberto di Jorio (95), Italiaans curiekardinaal
- 1982 - Douglas Bader (72), Brits vliegenier
- 1982 - Maurits Naessens (73), Belgisch bankier
- 1988 - Gert Fröbe (75), Duits acteur
- 1989 - Riet Wieland Los (66), Nederlandse actrice
- 1990 - Henri Faas (63), Nederlands journalist
- 1991 - Peter Slaghuis (30), Nederlands live-dj
- 1992 - Fritz Leiber (81), Amerikaans schrijver
- 1993 - René Klijn (30), Nederlands zanger
- 1997 - Georg Solti (84), Hongaars dirigent
- 1997 - Moeder Teresa van Calcutta (87), Albanees stichteres van de Missionarissen van Naastenliefde
- 1998 - Willem Drees jr. (75), Nederlands politicus
- 1998 - Leo Penn (77), Amerikaans acteur en televisieregisseur
- 1999 - Charles Onyeama (82), Nigeriaans rechter
- 2002 - Marcel Van der Aa (78), Vlaams-Belgisch politicus
- 2007 - Theo Fransman (79), Nederlands politicus en bestuurder
- 2007 - Hendrik Jan Schoo (61), Nederlands journalist en columnist
- 2008 - Ritsaert ten Cate (70), Nederlands kunstenaar en theaterpionier
- 2008 - Thubten Jigme Norbu (86), Tibetaans geestelijke
- 2008 - Luis Santibáñez (72), Chileens voetbaltrainer
- 2010 - Corneille (Guillaume Cornelis Beverloo) (88), Nederlands kunstschilder en beeldhouwer
- 2010 - Shoya Tomizawa (19), Japans motorcoureur
- 2012 - Maria Becker (92), Duits-Zwitsers actrice en regisseur
- 2012 - Christian Marin (83), Frans acteur
- 2012 - Joe South (72), Amerikaans zanger
- 2013 - Rochus Misch (96), Duits SS-militair en lijfwacht
- 2014 - Simone Battle (25), Amerikaans zangeres en actrice
- 2016 - Alfons Coppieters (92), Belgisch burgemeester
- 2017 - Nico Bloembergen (97), Nederlands-Amerikaans natuurkundige
- 2017 - Leo Cuypers (69), Nederlands componist en pianist
- 2017 - Holger Czukay (79), Duits rockmuzikant
- 2017 - Robert Jenson (87), Amerikaans theoloog
- 2018 - Rachael Bland (40), Brits radiopresentator, blogger en podcaster
- 2018 - Nicolaas Bootsma (90), Nederlands historicus
- 2018 - Freddie Oversteegen (92), Nederlands verzetsstrijdster
- 2019 - Ger Janssens (82), Nederlands letterkundige
- 2019 - Francisco Toledo (79), Mexicaans kunstschilder
- 2020 - Marian Jaworski (94), Oekraïens kardinaal en aartsbisschop
- 2020 - Jiří Menzel (82), Tsjechisch regisseur en acteur
- 2021 - Sarah Harding (39), Brits zangeres en actrice
- 2021 - Ralph Irizarry (67), Amerikaans percussionist
- 2021 - Matej Marin (41), Sloveens wielrenner
- 2021 - Ivan Patzaichin (71), Roemeens kanovaarder
- 2021 - Wim Verstraeten (64), Belgisch ballonvaarder
- 2022 - Margrith Bigler-Eggenberger (89), Zwitsers advocate en rechter
- 2022 - Lars Vogt (51), Duits pianist en dirigent
- 2023 - Albert Azarjan (94), Sovjet-Armeens turner
- 2023 - István Párkányi (78), Hongaars violist
- 2023 - Ivan Šuker (65), Kroatisch politicus en econoom
- 2024 - Sérgio Mendes (83), Braziliaans muzikant
- 2024 - Rinus van Schendelen (80), Nederlands politicoloog

## Viering/herdenking
- Rooms-Katholieke kalender:
  - Heilige Bertinus (van Poperinge) († 698) - Gedachtenis (Bisdom Brugge)
  - Heilige Moeder Teresa (van Calcutta) († 1997)
  - Heiligen Urbaan, Theodorus en Menedemus van Nicomedia († 370)
  - Zalige Gentilis (van Matelica) († 1340)

## Weerextremen

### Nederland
| | Officiële records | Officiële records | Officiële records |      | Landelijke records       | Landelijke records | Landelijke records |
| Gebeurtenis | Jaar              | Extreem           | Locatie           | Jaar | Extreem                  | Locatie            | |
| --- | ----------------- | ----------------- | ----------------- | ---- | ------------------------ | ------------------ | --- |
| Laagste etmaalgemiddelde temperatuur (°C) | 1925              | 10,2              | De Bilt           |      | 1925                     | 8,3                | Maastricht |
| Hoogste etmaalgemiddelde temperatuur (°C) | 1949              | 24,6              | De Bilt           |      | 1949                     | 26,5               | Maastricht |
| Laagste minimumtemperatuur (°C) | 1921              | 4,1               | De Bilt           |      | 1907                     | 2,7                | Eelde |
| Hoogste minimumtemperatuur (°C) | 1949              | 18,7              | De Bilt           |      | 1949                     | 20,9               | Maastricht |
| Laagste maximumtemperatuur (°C) | 1925              | 13,2              | De Bilt           |      | 1925                     | 11,7               | Maastricht |
| Hoogste maximumtemperatuur (°C) | 1949              | 32,6              | De Bilt           |      | 1949                     | 33,1               | Maastricht |
| Hoogste uurgemiddelde windsnelheid (m/s) | 1910              | 11,8              | De Bilt           |      | 1983                     | 24,7               | Huibertgat |
| Hoogste windstoot (m/s) | 1974              | 17,0              | De Bilt           |      | 2011                     | 29,0               | Huibertgat |
| Langste zonneschijnduur (uur) | 2005              | 12,5              | De Bilt           |      | 1996 2005 2010 2021 2023 | 12,5               | De Kooy, Hoek van Holland, Hupsel, Nieuw Beerta, Valkenburg ZH, Vlissingen Cabauw, De Bilt, Stavoren Heino, Hoorn Terschelling, Marknesse Hoorn Terschelling Eelde |
| Langste neerslagduur (uur) | 1974              | 19,3              | De Bilt           |      | 1974                     | 22,9               | Leeuwarden |
| Hoogste etmaalsom van de neerslag (mm) | 1974              | 29,2              | De Bilt           |      | 2018                     | 51,6               | Cabauw |
| Laagste etmaalgemiddelde relatieve vochtigheid (%) | 1949              | 48                | De Bilt           |      | 1949                     | 43                 | Maastricht |
| Laagste uurwaarde luchtdruk op zeeniveau (hPa) | 1931              | 995,5             | De Bilt           |      | 2008                     | 994,3              | Vlissingen |
| Hoogste uurwaarde luchtdruk op zeeniveau (hPa) | 1953              | 1033,1            | De Bilt           |      | 1953                     | 1033,6             | Eelde, Leeuwarden |
| Officiële records worden altijd gemeten op het KNMI-weerstation in De Bilt. Landelijke records kunnen worden gemeten op elk officieel KNMI-weerstation in Nederland. |                   |                   |                   |      |                          |                    | |

Uitzonderlijke gebeurtenissen
- 1903 - Officieel hoogste minimumtemperatuur in °C van het jaar gemeten in De Bilt: 15,8
- 1940 - Laatste officiële zomerse dag van het jaar (maximumtemperatuur ≥ 25 °C in De Bilt)
- 1949 - Officieel maandrecord hoogste etmaalgemiddelde temperatuur in °C van september gemeten in De Bilt: 24,6
- 1949 - Landelijk maandrecord hoogste etmaalgemiddelde temperatuur in °C van september gemeten in Maastricht: 26,5
- 1949 - Officieel maandrecord hoogste minimumtemperatuur in °C van september gemeten in De Bilt: 18,7
- 1949 - Officieel hoogste minimumtemperatuur in °C van het jaar gemeten in De Bilt: 18,7
- 1949 - Officieel maandrecord hoogste maximumtemperatuur in °C van september gemeten in De Bilt: 32,6
- 1949 - Eerste en enige officiële tropische dag van het jaar (maximumtemperatuur ≥ 30 °C in De Bilt). Dit is de meest late datum waarop de eerste officiële tropische dag is gemeten.
- 1951 - Officieel hoogste minimumtemperatuur in °C van het jaar gemeten in De Bilt: 17,9
- 2013 - Laatste officiële tropische dag van het jaar (maximumtemperatuur ≥ 30 °C in De Bilt)
- 2023 - Officieel langste zonneschijnduur in uren van september dit jaar gemeten in De Bilt: 12,3
- 2023 - Landelijk langste zonneschijnduur in uren van september dit jaar gemeten in Eelde: 12,5. Samen met 4 september
- 2023 - Officieel laagste etmaalgemiddelde relatieve vochtigheid in % van september dit jaar gemeten in De Bilt: 71
- 2023 - Landelijk laagste etmaalgemiddelde relatieve vochtigheid in % van september dit jaar gemeten in Eindhoven: 60. Samen met 7 september

### België
Dagrecords
- 1925 - Laagste etmaalgemiddelde temperatuur 9 °C
- 1949 - Hoogste etmaalgemiddelde temperatuur 27,2 °C. Dit is de warmste dag ooit in de maand september.
- 1925 - Laagste minimumtemperatuur 5 °C
- 1949 - Hoogste maximumtemperatuur 32,3 °C
- 1935 - Hoogste etmaalsom van de neerslag 25 mm

Uitzonderlijke gebeurtenissen
- 1949 - Maximumtemperatuur 29,2 °C op de Baraque Michel (Jalhay) en 34,9 °C in Gerdingen (Bree).
- 1973 - De maximumtemperatuur loopt in Ukkel op tot 31,2 °C.
- 1987 - Tornado veroorzaakt schade in de omgeving van Rance (Sivry).
- 1989 - Vorst in Elsenborn (Bütgenbach): minimum −0,7 °C.

<< · 1 · 2 · 3 · 4 · 5 · 6 · 7 · 8 · 9 · 10 · 11 · 12 · 13 · 14 · 15 · 16 · 17 · 18 · 19 · 20 · 21 · 22 · 23 · 24 · 25 · 26 · 27 · 28 · 29 · 30 · >>